# Cortes de Villafranca-Barcelona (1367)
Las Cortes de Villafranca y Barcelona de 1367 fueron convocadas por el rey Pedro el Ceremonioso en Villafranca del Panadés en 1367. Posteriormente los diputados se reunieron en Barcelona.
La guerra de los dos Pedros estaba en una situación de impaso después de una recuperación parcial de los territorios de parte de Aragón que fueron contrarrestados con las victorais del Príncipe negro, aliado de Castilla. En este punto, Pedro I de Castilla pactó una tregua y el rey aragonés decidió prepararse para recuperar los territorios perdidos, una vez acabara la tregua.
Pedro el Ceremonioso convocó las Cortes para pedir la financiación necesaria. También pidió recursos para la guerra contra los Arborea en Cerdeña, si bien no contaba con el apoyo del brazo militar en esta petición.
Se manifestó un descontento por los gastos de los diputados y por cómo se habían portado los condes. Las cortes nombraron una comisión formada por Ramon Gener, Ramon de Julià y Ramon Sescomes para aclarar la situación y, a pesar de no existir documentación sobre el resultado de esta investigación, parece evidente que las tensiones entre los diputados y los representantes de los brazos en las cortes fueron muy importantes, ya que estas cortes decidieron dejar en suspenso el cargo de diputado residente, nombrando un regente de la Diputación de Cataluña y manteniendo los cargos de auditores. El primer regente fue Pere Vicenç.
| Predecesor: Cortes de Barcelona (1365) | Cortes Catalanas 1367 | Sucesor: Cortes de Barcelona (1368-1369) |